# Claque

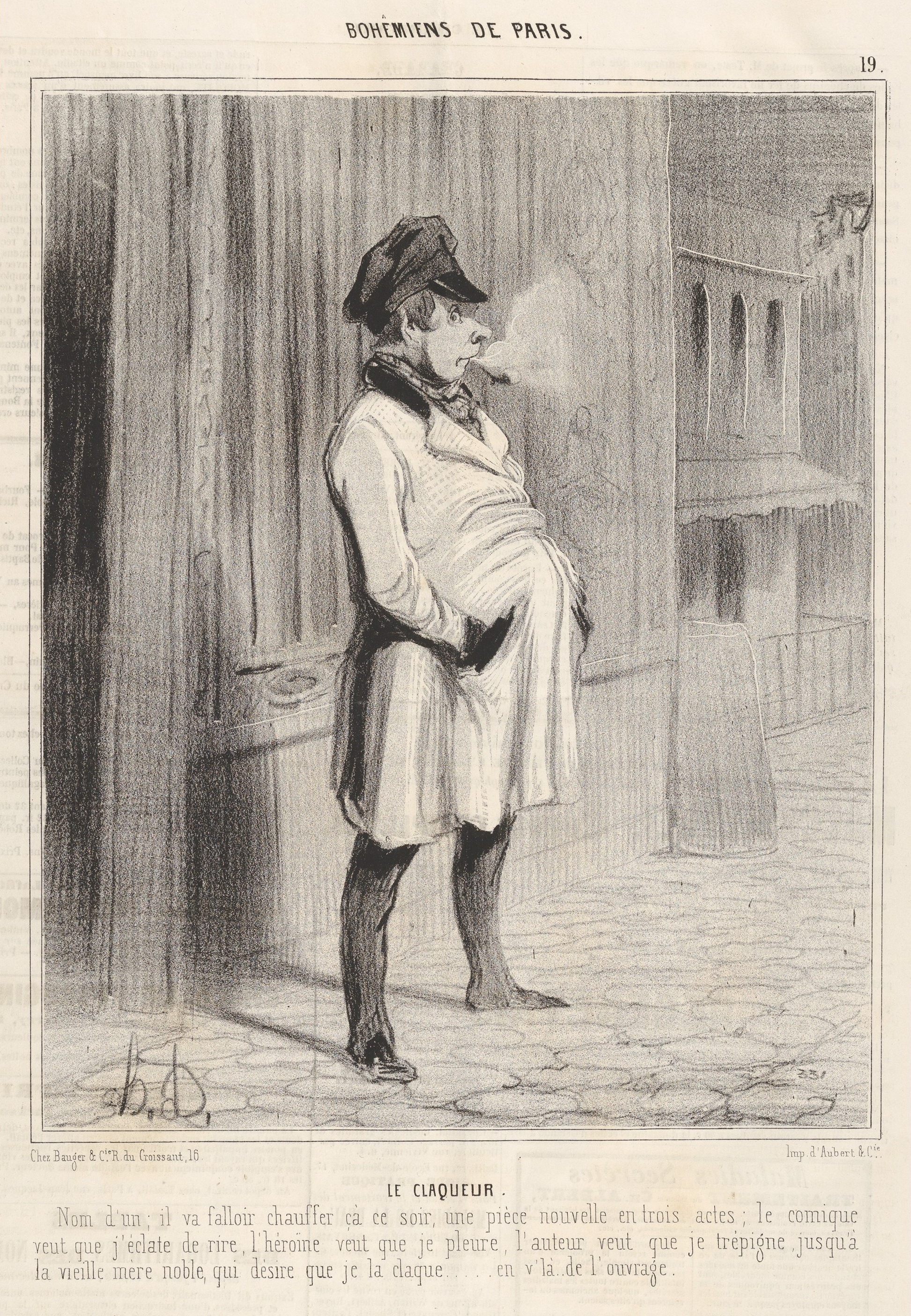
Le claqueur (Daumier, Paris 1842)

Il termine claque (AFI: /ˈklak/) è un francesismo di uso corrente (dal verbo onomatopeico francese claquer, "battere schioccando", come per esempio il battimani; analogo all'inglese to clap), che in italiano indica un gruppo organizzato di spettatori che applaude o dissente non spontaneamente, ma dietro compenso economico o di altra natura. Il termine è italianizzato in clacche e il membro di una claque è detto clacchista.
Una forma simile di applausi non sinceri viene attestata già nel mondo romano da Ovidio e Svetonio. Altri riferimenti si trovano in Tacito e in altre opere di Ovidio stesso. Quella che potremmo definire claque, era un'usanza già ampiamente diffusa ai tempi del teatro romano, dove spettatori stipendiati imponevano al pubblico momenti di silenzio o entusiasmo anche facendo ricorso alla forza. Gli spettacoli scenici organizzati nei teatri romani erano spesso di derivazione greca, quindi molto incentrati sull'intreccio, mentre il pubblico romano era per vocazione attratto dagli spettacoli musicali o danzati. Succedeva quindi spesso che gli spettatori di una tragedia, annoiati dalla mancanza di accompagnamento musicale, disturbassero o abbandonassero lo spettacolo. Una compagnia teatrale poteva allora assumere dei soggetti che avevano proprio la funzione di mantenere l'attenzione, o di indicare i momenti in cui fare silenzio o quelli cui applaudire o esultare. Il ricorso alla claque prosegue nel XIX secolo, dopo che i teatri divengono pubblici (e non più di corte) ed è stato spesso protagonista della fortuna o della caduta di opere teatrali o liriche.
In genere una claque ha un capo, che è, come diceva uno storico capoclaque romano, "quella persona che ha la competenza e l'autorevolezza per cominciare un applauso"; e anche per cominciare una salva di fischi e successiva gazzarra (cosa che il citato pudicamente sottaceva), terrore di ogni impresario teatrale. Questo "servizio" veniva offerto a impresari e artisti, per sostenerne le fortune e tentare di demolire quelle dei loro avversari.
Per estensione si definisce claque qualsiasi tipo di manifestazione di consenso o di dissenso, non spontanea, ma espressa in modo da sembrare tale e finalizzata a suscitare o amplificare l'atteggiamento del resto del pubblico.